# Elżbieta Prusinowska
Elżbieta Maria Prusinowska (ur. 17 marca 1947 w Sieradzu) – polska polityk, posłanka na Sejm PRL IX kadencji.

## Życiorys
W 1970 ukończyła Wyższą Szkołę Rolniczą w Olsztynie i podjęła pracę w Wojewódzkim Ośrodku Postępu Rolniczego w Bartoszewicach (była m.in. kierownikiem działu Wiejskiego Gospodarstwa Domowego). Została też absolwentką Studium Pedagogicznego i Studium Techniki i Technologii Wiejskiego Gospodarstwa Domowego.
W 1972 wstąpiła do Zjednoczonego Stronnictwa Ludowego, w którym była przewodniczącą Komisji ds. Kobiet Wojewódzkiego Komitetu w Łodzi. W latach 1985–1989 pełniła mandat posłanki na Sejm PRL IX kadencji w okręgu Łódź Bałuty, zasiadając w Komisji Polityki Społecznej, Zdrowia i Kultury Fizycznej. W 2010 bez powodzenia kandydowała do sejmiku województwa łódzkiego z listy Polskiego Stronnictwa Ludowego.
Odznaczona Honorową Odznaką Miasta Łodzi, Odznaką „Zasłużony Pracownik Rolnictwa”, Odznaką „Za zasługi dla Kółek Rolniczych” oraz (w 2015) Medalem za zasługi dla Ruchu Ludowego im. Wincentego Witosa.